# 赤沼金三郎

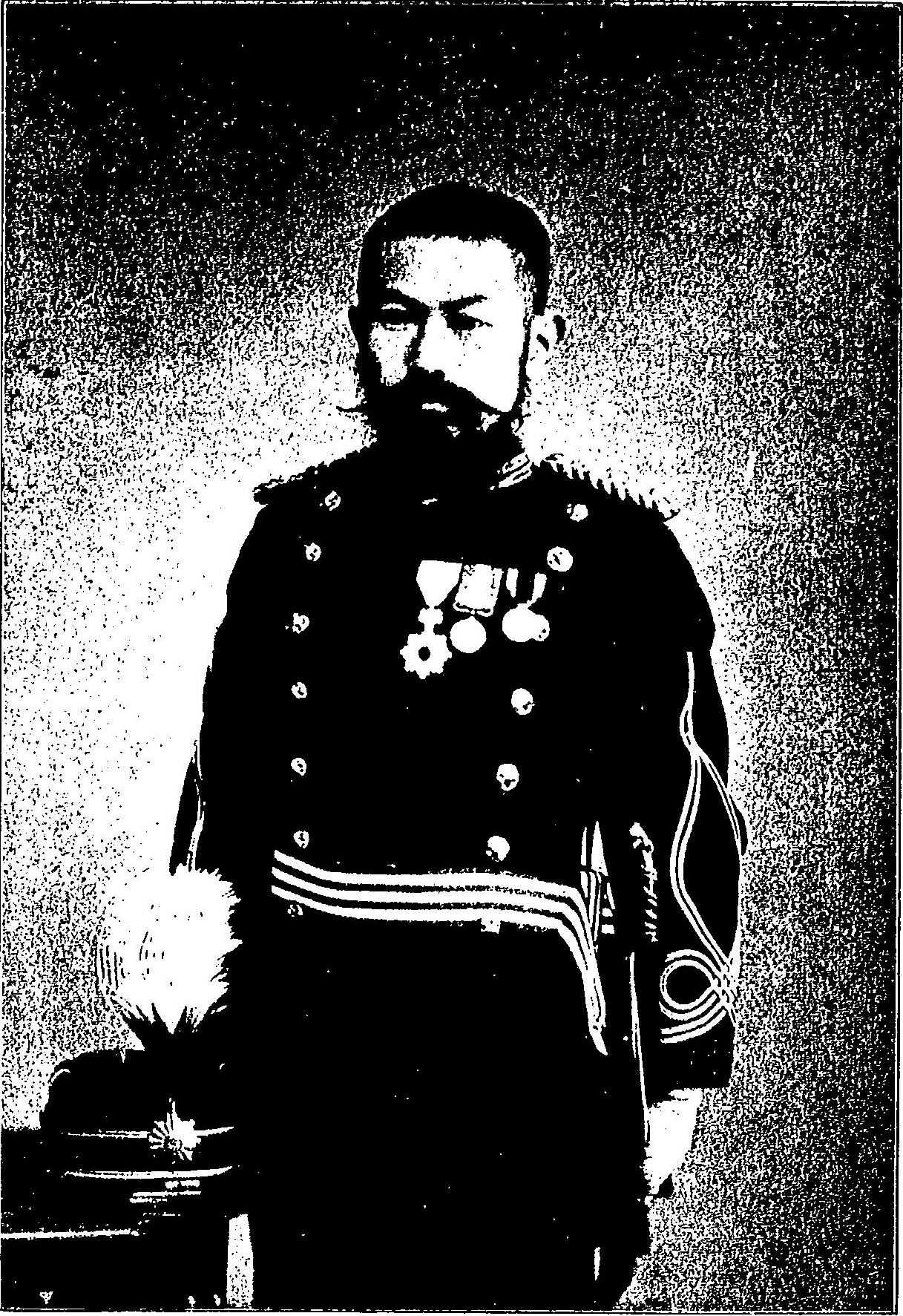
文学士赤沼金三郎君之像（『天心遺稿』）

赤沼 金三郎（あかぬま きんざぶろう、1865年7月22日（慶応元年5月30日） - 1900年（明治33年）11月5日）は明治時代の教育者、軍人、倫理学者。字は士朗、号は天心狂史、枕戟学人。死去時の地位は第一高等学校講師・陸軍歩兵中尉・従七位勲六等・文学士。
信濃国諏訪藩に生まれ、地元長野県諏訪郡で小学校教師を勤めた後、上京して第一高等中学校で語学、哲学を学び、寄宿寮で学生自治を主導した。日清戦争に参戦した後、東京帝国大学を卒業し、比較倫理学研究に着手したが、志半ばで死去した。

## 生涯

### 信濃時代
1865年（慶応元年）、信濃国諏訪郡高島城下において諏訪藩士赤沼豊亭と母の山田氏との間に生まれた。赤沼氏は代々諏訪藩に仕え、曽祖父豊綢、祖父豊肄と学問に通じたが、父豊亭中甫は幼少の内に両親を失い困窮し、田畑や家財を売り払ったが、代々伝わる蔵書は家に残され、読書の必要性を教えられた。
1880年（明治13年）頃、高島小学校で常助教、後に授業生として男女の生徒を教えた。この頃チャールズ・ノーセンド、デビッド・パーキンス・ページ等の教育書に影響を受け、教育の道に進むことを決意した。長野県師範学校を志望したが、二次試験に落第した。
1881年（明治14年）、諏訪郡神戸小学校に転職し、塩原叢竹に漢学を学んだ。『自由燈』の影響で政治学に興味を持ち、1882年（明治15年）、東京専門学校創立に当たって上京し、使丁となることを懇願したが、断られて帰郷した。

### 東京修学時代
1883年（明治16年）、東京大学古典科で官費生補欠募集があったため、再び上京し、漢書部に合格した。在学中、私塾でドイツ語を学んだが、上達せず悶々としていたところ、1884年（明治17年）9月、司法省正則法学校の募集があったため、フランス語を学ぶため転学を決意し、官費生首席として合格した。
1885年（明治18年）9月、正則学校は大学に合併され、その後再編により大学予備門、第一高等中学校生徒となった。1886年（明治19年）3月、官費が廃止され、神田区、本郷区辺の下宿屋に移った。1888年（明治21年）7月、予科を卒業して法科に進み、1889年（明治22年）7月、文科に転じた。
1890年（明治23年）3月、再び寄宿舎に入り、学生自治を主導、端艇部応援歌『花は桜木人は武士』を作詞し、1891年（明治24年）5月には諏訪地方出身者を対象とした学生寮「長善館」（江戸時代の諏訪藩校と同名）を建設した。1891年（明治24年）7月、高等中学校を卒業し、9月文科大学哲学科に進んだ。

### 日清戦争
1891年（明治24年）12月、近衛師団に志願し、1892年（明治25年）11月、二等軍曹となり、一旦大学に戻った後、1893年（明治26年）8月見習士官を経て、12月に予備陸軍歩兵少尉となり、正八位に叙された。
1894年（明治27年）に日清戦争が勃発した時は高崎市歩兵第15連隊にあり、10月宇品を出港、旅順口の戦いに合流し、金州、徐家山占領に参加し、蓋平、大平山、西七里溝庄、営口、田庄台等に転戦した。
終戦後は遼東に留まり、民政庁で教育事務に携わることを希望し、1895年（明治28年）5月征清大総督府より陸軍歩兵中尉に命じられたが、三国干渉により返還が決まり、帰国して大学に復帰した。1895年（明治28年）10月、戦功により勲六等単光旭日章を受章し、1896年（明治29年）3月、従七位に叙された。

### 大学卒業後
1897年（明治30年）7月、漢文学科を卒業し、東京大学舎監、山口高等中学校教授等の誘いを断って大学院に進み、将来日本の徳育を探求するため、東西倫理学の比較研究に着手した。在学中、第一高等学校、千葉県尋常中学校、日本赤十字社千葉県支部看護婦養成所等で倫理、修身を教え、また1897年（明治30年）9月には京華中学校創設に当たり倫理科を担当した。
また、文部省において、1899年（明治32年）10月、第13回文部省師範学校中学校高等女学校教員検定試験委員、1900年（明治33年）12月、第一高等学校生徒取締起草委員、1901年（明治34年）2月、教科細目及授業法取調委員を歴任した。
1900年（明治33年）春頃から肺を患い、1901年（明治34年）7月、平塚町杏雲堂医院に入院し、そのまま快復せず、11月5日に死去した。本駒込吉祥寺で葬式があり、諏訪頼岳寺に帰葬された。法名は天心院殿枕戟周夢清居士。
死後、高橋作衛によって遺稿が整理され、1902年（明治35年）11月、『天心遺響』『天心遺稿』『哲学論叢』が出版された。
弟徳郎は理学士。また、妻三輪氏との間に一男哲を設けた。

## 著書

### 刊本
- 『孔夫子』 - 国立国会図書館デジタルコレクション
- 『浅田宗伯翁伝 巻上』 - 国立国会図書館デジタルコレクション
- 『浅田宗伯翁伝 巻中』 - 国立国会図書館デジタルコレクション
- 『浅田宗伯翁伝 巻下』 - 国立国会図書館デジタルコレクション
- 『哲学論叢』 - 国立国会図書館デジタルコレクション
- 『天心遺稿』 - 国立国会図書館デジタルコレクション
- 『天心遺響（𩐿）』 - 国立国会図書館デジタルコレクション

### 遺稿
- 「鶏肋文存」7冊
- 「枕戟未定稿」1冊
- 「廻瀾叢話」1冊
- 「道義哲学概」1冊
- 「東洋之光栄世界之名誉」1冊
- 「集成道義学緒論」1冊
- 「羅馬盛衰論（フランス語版）」1冊
- 「儒教再興論未定稿」1冊
- 「海内漫遊録稿」1冊
- 「立志録」1冊
- 「求心録」1冊
- 「励志録」1冊
- 「進修録」1冊
- 「験悟録未定稿」1冊
- 「懐旧談」1冊
- 「験悟日録」1冊
- 「同窓唱和集」1冊
- 「長善館創立紀念文集」1冊
- 「会心録」1冊
- 「感悟随録」1冊
- 「欧洲古代哲学史」1篇
- 「日本古代文字論」1篇
- 「道義起源論」1篇
- 「仏教と孔老二家の学との比較」1篇
- 「大小二乗の比較」1篇
- 「古代倫理学東西比較論」1篇
- 「外人接遇考」1篇
- 「自治制寄宿舎に関する意見書」数篇
- 「中学校に於ける教育に関する意見」数則
- 「倫理教育の関する意見」数則